# União das Freguesias de Degracias e Pombalinho
União das Freguesias de Degracias e Pombalinho, kurz Degracias e Pombalinho, ist eine portugiesische Gemeinde (Freguesia) im Kreis (Concelho) von Soure. Sie umfasst eine Fläche von 39,23 km² und hat 1260 Einwohner (Stand nach Zahlen von 2011).
Die Gemeinde entstand im Zuge der kommunalen Neuordnung Portugals nach den Kommunalwahlen am 29. September 2013, als Zusammenschluss der bisherigen Gemeinden Degracias und Pombalinho. Sitz der neuen Gemeinde wurde Degracias.